# Famous in the Last Century
Famous in the Last Century — двадцять четвертий студійний альбом британського рок-гурту Status Quo, який був випущений 17 квітня 2000 року.

## Список композицій
1. Famous in the Last Century — 1:04
2. Old Time Rock and Roll — 2:57
3. Way Down — 2:51
4. Rave On! — 2:51
5. Roll Over Beethoven — 3:07
6. When I'm Dead and Gone — 3:11
7. Memphis, Tennessee — 2:31
8. Sweet Home Chicago — 2:44
9. Crawling from the Wreckage — 2:42
10. Good Golly Miss Molly — 2:05
11. Claudette — 2:01
12. Rock'n Me — 2:46
13. Hound Dog — 2:19
14. Runaround Sue — 2:29
15. Once Bitten Twice Shy — 3:40
16. Mony Mony — 2:58
17. Famous in the Last Century — 1:15

## Учасники запису
- Френсіс Россі — вокал, гітара
- Рік Парфітт — вокал, гітара
- Джон Едвардс — бас-гітара
- Джефф Річ — ударні
- Енді Боун — клавішні